# Голямоглава страничношийна костенурка
Голямоглавата страничношийна костенурка (Peltocephalus dumerilianus) е вид влечуго от семейство Podocnemididae, единствен представител на род Peltocephalus. Видът е световно застрашен, със статут Уязвим.

## Разпространение
Разпространен е в Бразилия, Венецуела, Колумбия и Френска Гвиана.